# 劳动界
劳动界，刊物名称，周刊，通俗读物。1920年8月15日由上海共产主义小组创办于上海。主办者陈独秀、李汉俊，主要撰稿人还有李达、沈玄庐等人，均为在日本留学的朋友。该周刊针对工人读者，设有演说、国内劳动界、国外劳动界、诗歌、小说、读者投稿等内容。内容倾向宣传俄国阶级斗争理论。青年毛泽东在创办经营长沙文化书社时期，曾在湖南地区推销该杂志。1921年1月停刊，共出版24册。